# Pedro Bial
 (mars 2025).
Motif : Oui, et ? Tel quel, très loin des critères minimaux
- Archive Wikiwix
- Bing
- Cairn
- DuckDuckGo
- E. Universalis
- Gallica
- Google
- G. Books
- G. News
- G. Scholar
- Persée
- Qwant
- (zh) Baidu
- (ru) Yandex
- (wd) trouver des œuvres sur Wikidata

| 1. | Préciser le motif de la pose du bandeau. | Précisez le motif de la pose du bandeau en utilisant la syntaxe suivante : {{admissibilité à vérifier\|date=juin 2025\|motif=remplacez ce texte par le motif}}                  |
| 2. | Informer les utilisateurs concernés.     | Pensez à avertir le créateur de l'article, par exemple, en insérant le code ci-dessous sur sa page de discussion : {{subst:avertissement admissibilité à vérifier\|Pedro Bial}} |

 (mars 2025).
Pour les articles homonymes, voir Bial.
Pedro Bial, né le 29 mars 1958 à Rio de Janeiro, est un journaliste et présentateur de télévision brésilien. Il présente les émissions Fantástico, Big Brother Brasil et Na Moral sur le réseau de télévision brésilien Globo.
Il a été marié à quatre reprises, respectivement aux actrices Giulia Gam et Fernanda Torres, à la journaliste Renée Castelo Branco et à la productrice Isabel Diegues. l est une des idoles les plus aimés de Fluminense Football Club aux côtés de Marcão, Cadu, Roni et Joel Santana.